# Theodore Whitmore
Theodore Whitmore (* 5. August 1972) ist ein ehemaliger jamaikanischer Fußballspieler auf der Position eines Mittelfeldspielers und Fußballtrainer.

## Verein
Seine Karriere begann Whitmore beim Montego Bay Boys Club und wechselte im Jahre 1994 zu Ajax Cape Town nach Südafrika. Von dort kehrte er zu den Violet Kickers in sein Heimatland zurück. Danach wechselte er zu Hull City nach England. In seinen drei Jahren war er Stammspieler und schoss 9 Tore in 77 Spielen.
Weitere Auslandserfahrung sammelte der Mittelfeldspieler anschließend beim FC Livingston in Schottland und den Tranmere Rovers (England).
2006 wechselte er zurück nach Jamaika. Mittlerweile ist er Spielertrainer bei Seba United, einem jamaikanischen Kult-Club aus Montego Bay. Des Weiteren war er Co-Trainer der Jamaikanischen Nationalmannschaft, bis er 2013 diesen Posten wieder verließ.

## Nationalmannschaft
Legendär wurde „Tappa“ Whitmore durch seine 2 Tore bei Jamaikas einzigem WM-Sieg gegen Japan 1998 in Frankreich (Endstand 2-1). Er absolvierte 105 Länderspiele für Jamaika, in denen er 24 Tore erzielte. Er hält bislang den Rekord mit den meisten Länderspieltoren für Jamaika.

## Trivia
- Im Jahr 2003 wurde Tappa angeklagt, den Tod des 2001 verunglückten Mitspielers Steve Malcolm verschuldet zu haben. Whitmore saß am Steuer des Wagens, in dem auch Malcolm saß. Allerdings wurde Whitmore von dieser Anklage freigesprochen.

- Dass in Jamaika extra eine Apfel-Sorte (der Whitmore-Apple) nach ihm benannt wurde, zeigt, wie populär er auf der Insel ist.

## Erfolge
- Teilnahme an der Fußball-WM 1998 in Frankreich.
- Zwei Tore im WM-1998-Spiel gegen Japan. (Ergebnis 2:1 für Jamaika)
- Hattrick im WM-Qualifikationsspiel zur WM 2006 gegen Guatemala.

| Personendaten    | Personendaten                              |
| ---------------- | ------------------------------------------ |
| NAME             | Whitmore, Theodore                         |
| KURZBESCHREIBUNG | jamaikanischer Fußballspieler und -trainer |
| GEBURTSDATUM     | 5. August 1972                             |
| GEBURTSORT       | Montego Bay                                |